# Skardu
Skardu (urdu: سکردو‬) – miasto w Pakistanie, w prowincji Gilgit-Baltistan. W 1998 roku liczyło 26 023 mieszkańców. Lotnisko (IATA: KDU, ICAO: OPSD) jest położone na wysokości 2230 m n.p.m..

## Miasta partnerskie
- Cortina d'Ampezzo, Włochy